# Síndrome miccional
La síndrome miccional és un conjunt de símptomes relacionats amb l'aparell urinari, que passa de forma freqüent, sobretot en dones, no sol ser greu però és molt molest. Està caracteritzat per més d'un dels següents símptomes:
- Pol·laciúria: És l'augment de la freqüència de les miccions d'escassa quantitat.
- Disúria: És la coïssor o dolor en orinar.
- Tenesme vesical: És la sensació de no haver orinat totalment, amb persistència dels símptomes anteriors.
- Urgència miccional: És la sensació de no poder aguantar l'orina i tenir la necessitat d'orinar al més ràpidament possible per córrer el risc d'incontinència urinària.
- Molèsties hipogàstriques: És un dolor localitzat en l'hipogastri o en el baix ventre.

La síndrome miccional pot estar acompanyada d'altres símptomes com febre, dolor en fosses renals, dolors osteomusculars, artràlgies, cefalea.

## Etiologia
Les causes més freqüents de la síndrome miccional solen ser les  infeccions urinàries, principalment la cistitis, encara que també pot ser degut a  litiasi urinària, càncer de pròstata, hipertròfia benigna de pròstata,  malalties de transmissió sexual o trastorns psicològics.

## Diagnòstic
Per saber la causa o la malaltia que provoca una síndrome miccional, la primera prova que se sol demanar és una anàlisi d'orina, que podrà objectivar la presència d'una infecció o altres alteracions.